# Système de management intégré
 (avril 2023).
 (novembre 2015).
Si vous disposez d'ouvrages ou d'articles de référence ou si vous connaissez des sites web de qualité traitant du thème abordé ici, merci de compléter l'article en donnant les références utiles à sa vérifiabilité et en les liant à la section « Notes et références ».
 (novembre 2015).

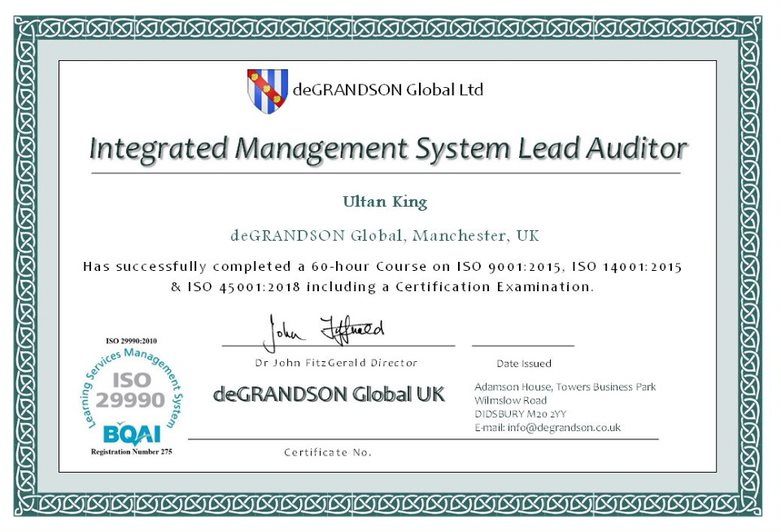
Exemple de certificat délivré aux auditeurs qui ont suivi avec succès la formation en ligne sur le système de gestion intégré (SMI).

Un système de management est, selon la norme ISO 9000 : 2015,  un ensemble d'éléments (activités) corrélés ou interactifs permettant à un organisme d'établir une politique, des objectifs et d'atteindre ces objectifs.  L'intégration (ou harmonisation) de plusieurs systèmes de management, est appelée un système de management intégré (SMI). Un système de management intégré est donc l'ensemble des éléments (activités) corrélées et / ou interactives combinant trois aspects (Qualité, Sécurité et Environnement). Ils permettent d'orienter, de piloter et de contrôler l'organisme et l'ensemble de ses processus sur ces différents aspects (QSE) pour accroître son niveau de performance...      
Les référentiels normatifs  ISO 9001, ISO 45001 et ISO 14001 énoncent respectivement l’ensemble des exigences de maîtrise des systèmes de management de la Qualité, de la Sécurité et de l’Environnement.

## Qualité
La qualité vise l'amélioration continue. 
Ses objectifs principaux sont :
- La satisfaction du client ;
- Limiter voire éviter les non-conformités ;

- La mesure et l'amélioration de l'organisation ;
- L'analyse et l'évaluation de la conformité du travail.

## Sécurité
La sécurité a pour fonction de réduire le taux d'accident à zéro. Elle recherche le niveau zéro d'accidents et/ou de maladies professionnelles. 

## Environnement
Cette thématique s'inscrit dans la sauvegarde de notre planète pour les générations futures.
Il s'agit notamment de :
- Maîtriser les impacts environnementaux ;
- Suivre le contexte réglementaire et ses exigences en matière d’environnement.